# Phyllodromica isolata
Phyllodromica isolata es una especie de cucaracha del género Phyllodromica, familia Ectobiidae. Fue descrita científicamente por Bohn en 1999.
Habita en Francia.